# Billingehus
Billingehus är en hotell- och konferensanläggning som ligger på berget Billingen i Skövde. I anslutning till Billingehus ligger Sankt Lukas kyrka, vattenanläggning både inom- och utomhus, slalombacke och vandringsleder. Billingehusanläggningen är liksom Billinge Stugby och Camping en del av Billingens fritidsområde.
Anläggningen, öppnad 1970, var ett resultat av entreprenören Arne Sandbergs önskan att skapa ett område med balans mellan arbete, hälsa och motion.
Billingehus och Sankt Lukas kyrka är ritade av skaraborgsarkitekten Hans-Erland Heineman.
Under 2022 köptes Billingehus av Lotus Hotel Group som då påbörjade en grundlig renovering för att återställa Billingehus till dess forna glans. Med makarna Sandbergs ledord, för själ och hjärta, i ständig åtanke skapas nu en mötesplats för naturälskare med bl.a. skidåkning, cykel- och vandringsleder och mycket mer. Tillsammans med arkitekten Gert Wingårdh, som själv är bördig från Skövde, har hotellet fått en upprustning med enorm respekt för byggnadens 70-tals arkitektur.